# Legong

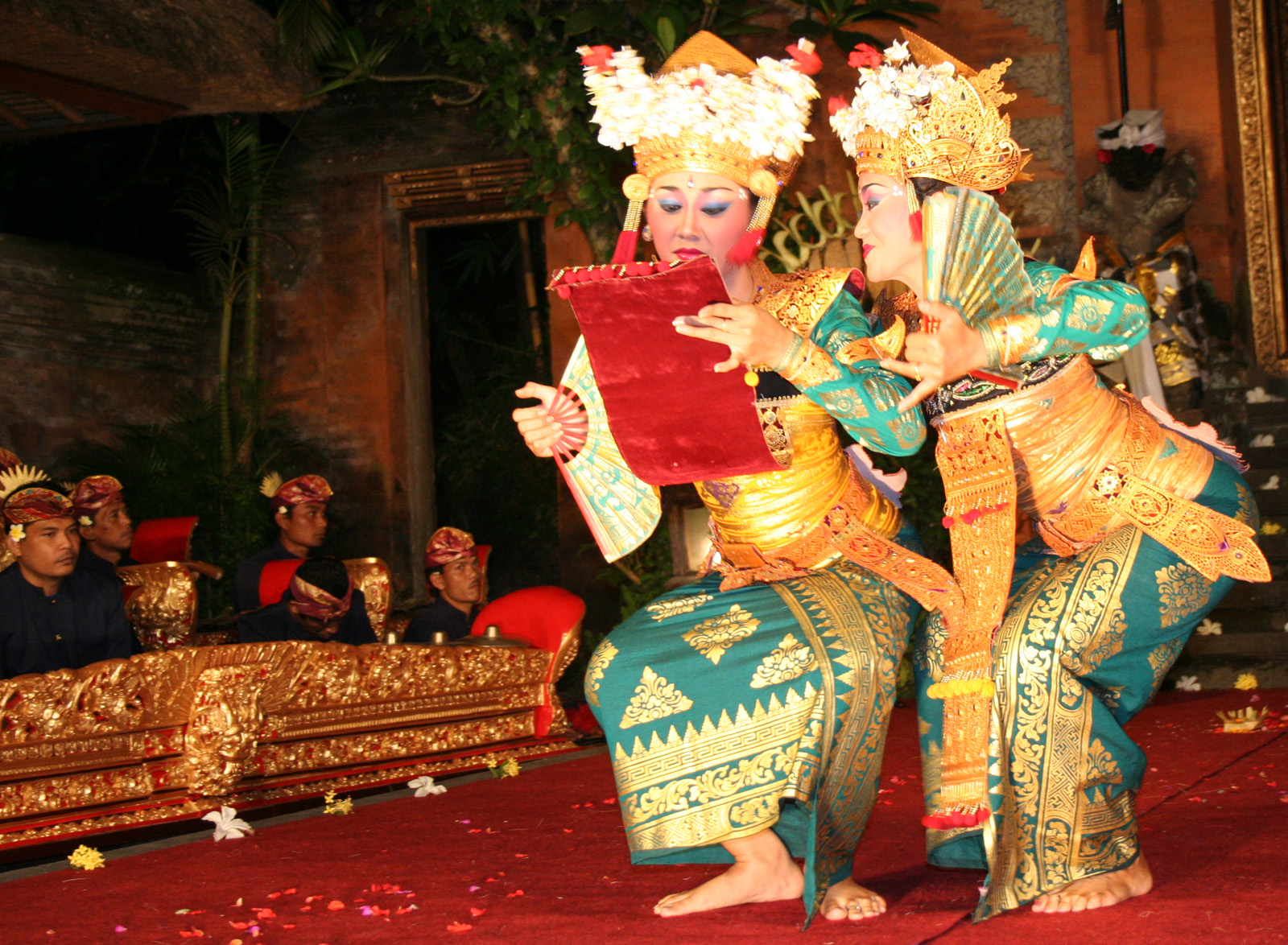
Afscheidsscène uit de Legong Kraton, uitgevoerd in het Palais van Ubud, Bali, Indonesië

Legong is een van de Balinese dansen op Bali in Indonesië.
Uitgevoerd door jonge meisjes die in kostuums een sierlijke dans maken met hoofd-, oog-, hand- en vingerbewegingen.
Legong is de basis van de klassieke Balinese dans. De Legong Keraton is een van de belangrijkste dansen op Bali. Destijds waren de verschillende heersers op Bali (Radja's) in een hevige strijd gewikkeld om de mooiste voorstellingen te leveren. Ook de meeste nieuwe creaties vinden hun oorsprong in de danspatronen van de klassieke Legong.

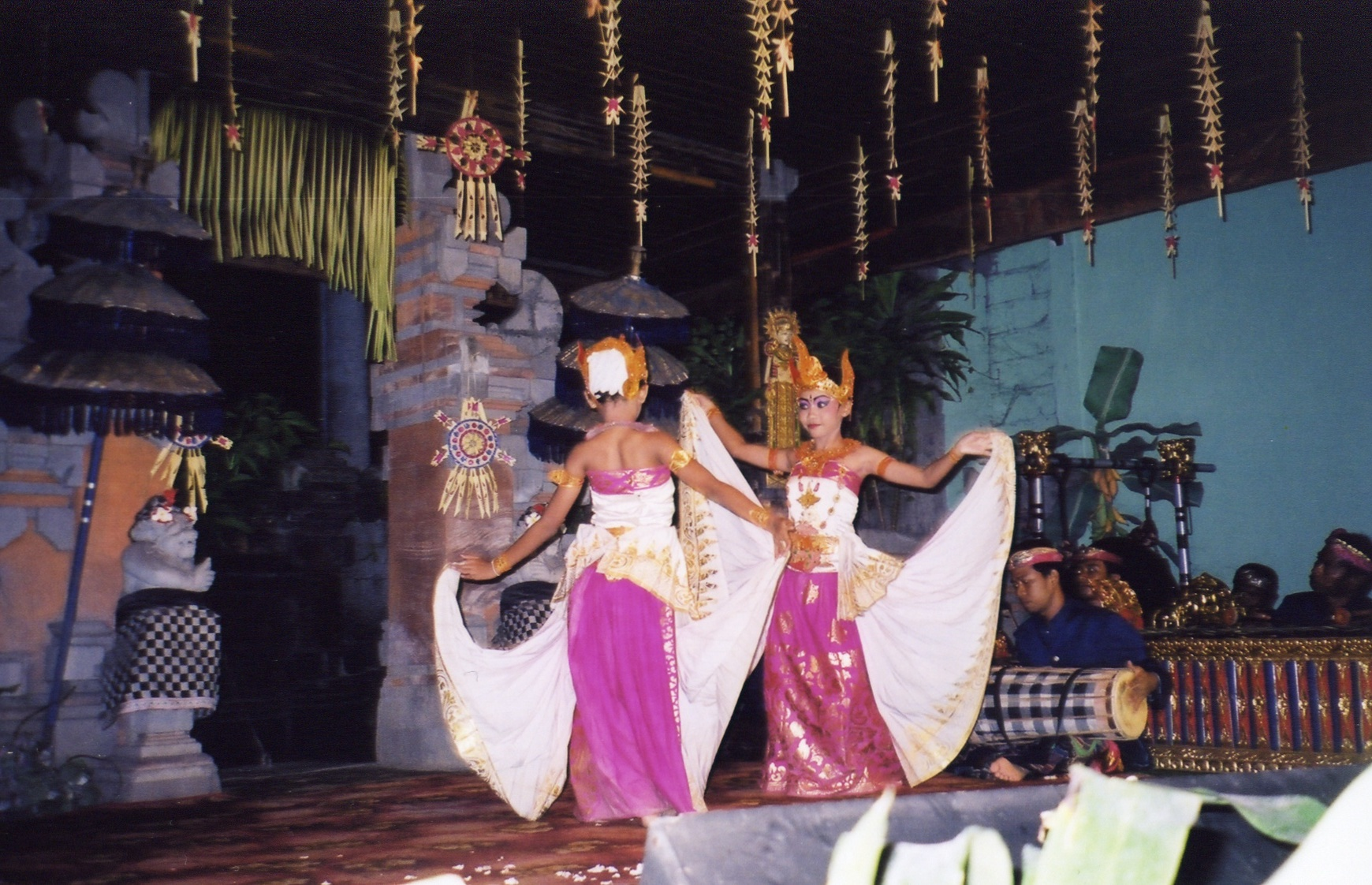
Tari Belibis, dans van de watervogels